# Udnów
Udnów lub Odnów (ukr. Віднів) – wieś na Ukrainie, w rejonie lwowskim (wcześniej w rejonie żółkiewskim) obwodu lwowskiego. Miejscowość liczy około 625 mieszkańców.
Z Udnowa pisali się Herburtowie, którzy się nazywali Odnowskimi.
W II Rzeczypospolitej do 1934 samodzielna gmina jednostkowa. Następnie należała do zbiorowej wiejskiej gminy Nadycze w powiecie żółkiewskim w woj. lwowskim. Po wojnie wieś weszła w struktury administracyjne Związku Radzieckiego.

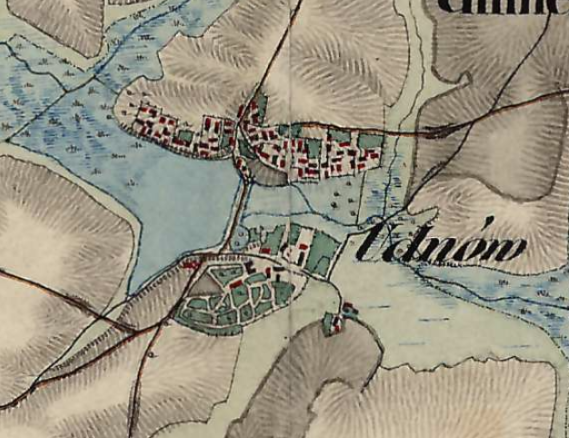
Udnów na mapie

## Dwór
- wielki murowany dwór wybudowany pod koniec XVIII w. przez Antoniego Batowskiego[5]. Zniszczony w latach 1914–1918.
- W okresie międzywojennym właścicielką majątku była i w nim mieszkała Beata Obertyńska.